# اتوگلوسید
اتوگلوسید دارویی است که در شیمی‌درمانی استفاده می شود. این دارو به لحاظ شیمیایی یک اپوکساید است.